# Skate Canada International 2017
Skate Canada International 2017 – drugie w kolejności zawody łyżwiarstwa figurowego z cyklu Grand Prix 2017/2018. Zawody rozgrywano od 27 do 29 października 2017 roku w hali Brandt Centre w Reginie.
Zwycięzcą wśród solistów został reprezentant Japonii Shōma Uno. W pozostałych konkurencjach najlepsi okazali się gospodarze. W rywalizacji kobiet triumfowała Kaetlyn Osmond. Wśród par sportowych triumfowali Meagan Duhamel i Eric Radford. Natomiast wśród par tanecznych zwyciężyli Tessa Virtue i Scott Moir.

## Wyniki

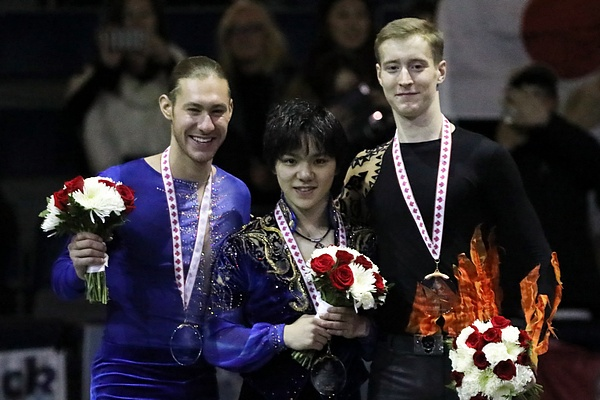
Medaliści w konkurencji solistów, od lewej Brown (USA), Uno (JPN), Samarin (RUS)

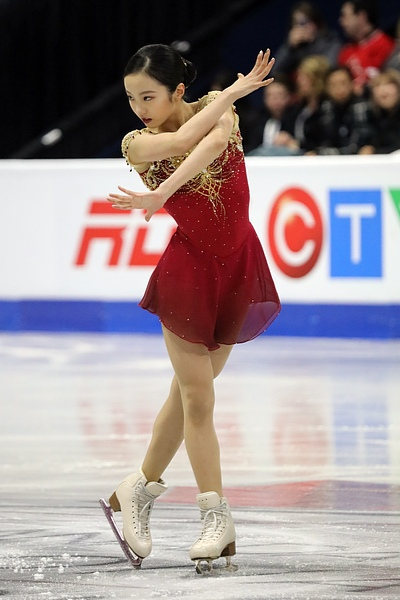
Zdobywczyni 5. miejsca – Marin Honda (JPN)

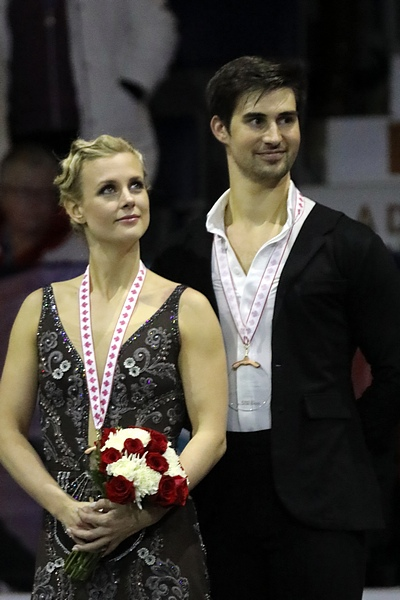
Brązowi medaliści w parach tanecznych Madison Hubbell i Zachary Donohue (USA)

### Soliści
| Poz. | Zawodnik          | Nota łączna | SP | SP     | FS | FS     |
| ---- | ----------------- | ----------- | -- | ------ | -- | ------ |
| 1    | Shōma Uno         | 301,10      | 1  | 103,62 | 1  | 197,48 |
| 2    | Jason Brown       | 261,14      | 3  | 90,71  | 2  | 170,43 |
| 3    | Aleksandr Samarin | 250,06      | 4  | 84,02  | 3  | 166,04 |
| 4    | Patrick Chan      | 245,70      | 2  | 94,43  | 7  | 151,27 |
| 5    | Jorik Hendrickx   | 237,31      | 6  | 82,08  | 5  | 155,23 |
| 6    | Michal Březina    | 237,04      | 7  | 80,34  | 4  | 156,70 |
| 7    | Nicolas Nadeau    | 229,43      | 9  | 74,23  | 6  | 155,20 |
| 8    | Keegan Messing    | 217,75      | 5  | 82,17  | 10 | 135,58 |
| 9    | Cha Jun-hwan      | 210,32      | 11 | 68,46  | 8  | 141,86 |
| 10   | Paul Fentz        | 201,60      | 10 | 68,48  | 11 | 133,12 |
| 11   | Brendan Kerry     | 201,56      | 12 | 63,19  | 9  | 138,37 |
| 12   | Takahito Mura     | 186,66      | 8  | 74,82  | 12 | 111,84 |

### Solistki
| Poz. | Zawodniczka        | Nota łączna | SP | SP    | FS | FS     |
| ---- | ------------------ | ----------- | -- | ----- | -- | ------ |
| 1    | Kaetlyn Osmond     | 212,91      | 1  | 76,06 | 1  | 136,85 |
| 2    | Marija Sotskowa    | 192,52      | 3  | 66,10 | 2  | 126,42 |
| 3    | Ashley Wagner      | 183,94      | 7  | 61,57 | 4  | 122,37 |
| 4    | Courtney Hicks     | 182,57      | 4  | 64,06 | 5  | 118,51 |
| 5    | Marin Honda        | 178,24      | 10 | 52,60 | 3  | 125,64 |
| 6    | Rika Hongo         | 176,34      | 6  | 61,60 | 6  | 114,74 |
| 7    | Karen Chen         | 170,40      | 5  | 61,77 | 7  | 108,63 |
| 8    | Laurine Lecavelier | 166,43      | 8  | 59,08 | 8  | 107,35 |
| 9    | Anna Pogoriła      | 156,89      | 2  | 69,05 | 10 | 87,84  |
| 10   | Kailani Craine     | 143,03      | 9  | 54,96 | 9  | 88,07  |
| 11   | Alaine Chartrand   | 134,17      | 11 | 46,51 | 11 | 87,66  |
| 12   | Larkyn Austman     | 123,56      | 12 | 41,79 | 12 | 81,77  |

### Pary sportowe
| Poz. | Zawodnicy                             | Nota łączna | SP | SP    | FS | FS     |
| ---- | ------------------------------------- | ----------- | -- | ----- | -- | ------ |
| 1    | Meagan Duhamel / Eric Radford         | 222,22      | 2  | 73,53 | 1  | 148,69 |
| 2    | Alona Sawczenko / Bruno Massot        | 215,66      | 1  | 77,34 | 3  | 138,32 |
| 3    | Vanessa James / Morgan Ciprès         | 214,37      | 3  | 73,04 | 2  | 141,33 |
| 4    | Natalja Zabijako / Aleksandr Enbiert  | 192,70      | 4  | 69,00 | 4  | 123,70 |
| 5    | Peng Cheng / Jin Yang                 | 182,50      | 7  | 61,58 | 5  | 120,92 |
| 6    | Lubow Iluszeczkina / Dylan Moscovitch | 176,35      | 5  | 64,06 | 6  | 112,29 |
| 7    | Haven Denney / Brandon Frazier        | 172,95      | 6  | 63,26 | 7  | 109,69 |
| 8    | Sydney Kolodziej / Maxime Deschamps   | 164,03      | 8  | 59,06 | 8  | 104,97 |

### Pary taneczne
| Poz. | Zawodnicy                           | Nota łączna | SD | SD    | FD | FD     |
| ---- | ----------------------------------- | ----------- | -- | ----- | -- | ------ |
| 1    | Tessa Virtue / Scott Moir           | 199,86      | 1  | 82,68 | 1  | 117,18 |
| 2    | Kaitlyn Weaver / Andrew Poje        | 190,01      | 2  | 77,47 | 3  | 112,54 |
| 3    | Madison Hubbell / Zachary Donohue   | 189,43      | 3  | 76,08 | 2  | 113,35 |
| 4    | Kaitlin Hawayek / Jean-Luc Baker    | 165,20      | 5  | 63,10 | 4  | 102,10 |
| 5    | Ałła Łoboda / Pawieł Drozd          | 155,72      | 6  | 62,60 | 5  | 93,12  |
| 6    | Olivia Smart / Adrià Díaz           | 154,81      | 4  | 64,34 | 7  | 90,47  |
| 7    | Carolane Soucisse / Shane Firus     | 150,27      | 7  | 57,77 | 6  | 92,50  |
| 8    | Kavita Lorenz / Joti Polizoakis     | 146,08      | 8  | 56,41 | 8  | 89,67  |
| 9    | Natalia Kaliszek / Maksym Spodyriew | 144,78      | 9  | 55,92 | 9  | 88,86  |
| 10   | Alisa Agafonova / Alper Uçar        | 140,83      | 10 | 54,74 | 10 | 86,09  |